# ياسوغي موراتا
ياسوغي موراتا (باليابانية: 村田安司؛ بالكانا: むらた やすじ) هو رسام رسوم متحركة ومخرج ياباني، ولد في 24 يناير 1896 في يوكوهاما في اليابان، وتوفي في 2 نوفمبر 1966.

## وصلات خارجية
- ياسوغي موراتا على موقع IMDb (الإنجليزية)
- ياسوغي موراتا على موقع قاعدة بيانات الفيلم (الإنجليزية)
- ياسوغي موراتا على موقع كينوبويسك (الروسية)
- ياسوغي موراتا على موقع ANN person (الإنجليزية)